# Sevce
Sevce este o localitate din comuna Laško, Slovenia, cu o populație de 76 de locuitori.